# Galy Galiano
Carmelo Galiano Cotes (Chiriguaná, Cesar, Colombia, 10 de febrero de 1958), conocido artísticamente como Galy Galiano, es un compositor y cantautor colombiano de música romántica, ranchera y tropical. Fue el primer artista colombiano en aparecer en el listado musical estadounidense BillBoard, y colocó tres canciones al mismo tiempo en la prestigiosa lista.

## Datos biográficos
Conformó su primer grupo musical, Los Diamantes del Gatillo, con amigos de barriada, en donde él interpretaba el bajo y componía canciones. Posteriormente, se encontró con el productor cubanocostarricense Ricardo Acosta, quien le dio su nombre artístico y grabó su primer trabajo discográfico.
Realizó estudios de arquitectura y se dedicó finalmente a la música.[cita requerida]
Fue el primer artista colombiano en aparecer en la revista Billboard con tres canciones en un solo listado.
Galy Galiano sacó en 1981 el disco Frío de ausencia, del género balada, cuyo tema bandera, con el mismo nombre del LP, estuvo en los primeros lugares del listado BillBoard durante tres meses consecutivos. El título del álbum se originó de un poema escrito por su padre, Orlando Galiano. En Guatemala, Galy Galiano recibió el premio Dama de Plata por el disco más vendido del año.
En 1991 incursionó en la salsa con el tema Cómo la quiero, cuánto la extraño. En 1992 apareció su trabajo de nombre Solo salsa, con el que tuvo éxito en Estados Unidos, México, Guatemala, El Salvador, Honduras, Nicaragua, Costa Rica, Panamá, Cuba, República Dominicana, Venezuela, Ecuador, Perú y Colombia. Por este trabajo, ganó en Venezuela el Premio Ronda al álbum más vendido. De este álbum se desprenden éxitos como La cita y Quién entiende este amor.[cita requerida]
En 1994 dio el salto a la ranchera con el álbum Amor de primavera, que consiguió ventas que pasaron las cuatrocientas mil copias, donde destacó el éxito que le dio nombre al álbum.[cita requerida]
En 1996 sacó al mercado el álbum Me bebí tu recuerdo, que obtuvo ventas por más de quinientos mil ejemplares y logró los primeros lugares en las listas del género ranchero. Entre 1997 y 1998, lanzó dos producciones más de música ranchera: Bebiendo para olvidar y No volveré a casarme, los cuales lo llevaron a realizar giras por Centro y Sudamérica.[cita requerida]
En 2013, estuvo en Honduras, donde promovió su disco Galy Galiano 30 años.
Actualmente reside en Chía, Cundinamarca.

## Discografía
- 1981: Frío de ausencia
- 1981: Galy Galiano
- 1983: Alma solitaria
- 1985: A manos llenas
- 1986: Brindemos
- 1988: Celoso
- 1990: Dos corazones
- 1991: Tu amor es fuego
- 1992: Solo salsa
- 1993: Tres palabras
- 1993: Sin fronteras
- 1994: Mi son latino
- 1994: Amor de primavera
- 1996: Me bebí tu recuerdo
- 1997: Deseos
- 1997: Bebiendo para olvidar
- 1998: No volveré a casarme
- 2000: Galy Galiano
- 2001: El sentimental de la salsa
- 2004: La otra cara de la moneda
- 2006: Las clásicas de Galy Galiano
- 2006: Un solo sentimiento
- 2010: Galy
- 2013: 30 años
- 2016: De gala

Sencillos
- 2014: Mi obsesión
- 2016: Felices los 5

## Obras
- En 2016 se trasmitió por la cadena colombiana RCN la telenovela Todo es prestao, basada en la vida de Galy Galiano.
- En 2021 publicó el libro Llévame contigo.[5]